# Batalla de Crisòpolis
La batalla de Crisòpolis va tenir lloc el 18 de setembre del 324 a Crisòpolis (actual Üsküdar), a prop de Calcèdonia (actual Kadıköy), entre els dos emperadors romans Constantí I el Gran i Licini I. La batalla fou l'encontre final entre els dos emperadors. Després que la derrota del seu exèrcit en la Batalla de l'Hel·lespont, Licini va retirar les seves forces de la ciutat de Bizanci a través del Bòsfor cap a Calcèdonia. Constantí el va seguir i va guanyar la batalla. Això va deixar Constantí com a emperador únic, acabant el període de la Tetrarquia.

## Context històric
En els vint anys precedents l'Imperi Romà havia estat governat per un sistema tetràrquic ideat per Dioclecià, segons el qual dos emperadors principals governaven amb el títol d'august que comptaven amb el suport de dos emperadors auxiliars, que serien els següents en la successió i que tenien el títol de cèsar. Amb això no es pretenia dividir l'imperi creant Estats nous, sinó repartir les tasques de govern i defensa, ja que el territori havia esdevingut massa gran. El sistema es va començar a venir avall quan l'emperador Galiè es va saltar els acords nomenant dos cèsars que no estaven prevists. Aquesta decisió no va ser ben acceptada i altres es van autoproclamar emperadors augusts, entre ells Constantí i Licini I; amb el temps, el primer va arribar a controlar la meitat occidental de l'imperi i el segon la meitat oriental.

## Antecedents
Constantí i Licini s'havien enfrontat l'any 316 a Cibalis. Licini fou derrotat i es va signar un tractat de pau a Sàrdica l'1 de març del 317. Després d'una anys de calma tensa, les hostilitats es van reprendre en una batalla a Adrianòpolis el juliol del 324.
A l'Hel·lespont la flota de Licini va patir una derrota aclaparadora. El seu almirall, Abantus, havia quedat fora de combat anul·lat per les forces de Crisp, fill de Constantí, tot i que la seva flota era molt menor.Després d'aquesta victòria naval, Constantí va marxar cap a Àsia Menor fent servir una flota lleugera que va construir expressament mentre estava al Bòsfor. L'objectiu era perseguir l'exèrcit rival que havia fugit en aquella direcció. Martinià un nou emperador nomenat per Licini, havia muntat un altre exèrcit i estava preparant la defensa a la costa de Làmpsac a l'Hel·lespont. Mentrestant Licini va aplegar el que quedava del seu exèrcit després del setge que Constantí havia fet a la ciutat de Bizanci i va marxar cap a Calcedònia a la costa asiàtica del Bòsfor. Des d'allà va anar a reunir-se amb Martinià, juntament amb un grup d'auxiliars visigots que anaven guiats per un comandant anomenat Aliquaca (o Alica). No és clar si es van arribar a trobar abans del 18 de setembre, la data de la batalla decisiva.

## Batalla

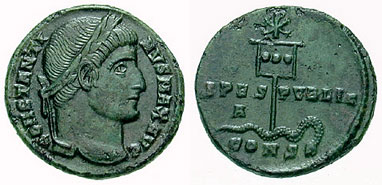
moneda de Constantí que mostra en el revers el làbarum.

L'exèrcit de Constantí va desembarcar a la costa asiàtica del Bòsfor en un indret anomenat Promontori Sagrat i es van posar en marxa cap al sud en direcció a Calcedònia. Licini va desplaçar el seu exèrcit unes poques milles al nord en direcció a Crisòpolis. Les forces de Constantí van arribar a la rodalia de Crysòpolis abans que Licini. Constantí, que s'havia convertit al cristianisme, es va ficar dins la seva tenda per consultar la voluntat de Déu i va sortir decidit a prendre la iniciativa en l'atac. Semblava una guerra religiosa més que la guerra pel control de l'imperi: Licini, fervent creient en els déus de la religió tradicional romana va fer posar símbols relacionats amb els déus en els estèndards com l'àguila i altres, mentre que Constantí exhibia el làbarum. Licini tenia una por supersticiosa cap al làbarum i va prohibir a les seves tropes atacar qui el portés i, ni tan sols, mirar directament cap a aquest estendard. Constantí va llançar un sol atac frontal i els seus contrincants es van posar en fuita. En la persecució va haver una batalla amb morts a gran escala, segons l'historiador Zòsim. Licini va tenir entre 25.000 i 30.000 morts, amb milers de ferits que va aconseguir fugir. Licini va ser un dels que van fugir i va aplegar uns 30.000 supervivents a Nicomèdia.

## Conseqüències
Licini assetjat a Nicomèdia, després de perdre tota esperança de canviar el curs de la guerra, va deixar la ciutat i es va lliurar a Constantí. Amb la intervenció de Constància, l'esposa de Licini i germana de Constantí, el vencedor va enviar Licini a l'exili a Tessalònica, en lloc de matar-lo. Uns mesos més tard, sospitat d'una nova traïció, va canviar d'opinió i va fer executar Licini i Martinià. Un any més tard, el jove Licini, fill de Licini, va ser víctima de les sospites de Constantí i el va fer matar.
Amb la derrota de Crisòpolis i la consegüent mort de l'emperador Licini, Constantí va acabar amb el que quedava de la tetrarquia i va quedar com a únic emperador, el primer que governaria en solitari des de Marc Aureli Car el 282. Constantí va prendre la decisió de convertir Bizanci en la nova capital de l'imperi, que poc després es reanomenaria a «Constantinoble». Per celebrar la victòria sobre Licini i la unió de l'imperi, Costantí va instituir els Ludi Triumphales, que s'hauren de celebrar del 18 al 22 de setembre de cada any.